# Maxim Antoniuc
Maxim Antoniuc (Chișinău, 15 gennaio 1991) è un calciatore moldavo, attaccante del Speranis Nisporeni.

## Carriera

### Club
Ha giocato nella prima divisione dei campionati moldavo ed uzbeko.

### Nazionale
Ha esordito con la nazionale moldava il 14 giugno 2013 nell'amichevole Moldavia-Kirghizistan (2-1).

## Palmarès

### Club

#### Competizioni nazionali
- Coppa di Moldavia: 2

Sheriff Tiraspol: 2014-2015
Milsami Orhei: 2017-2018
- Supercoppa di Moldavia: 2

Sheriff Tiraspol: 2015
Milsami Orhei: 2019